# Ново-Вильняский район
Ново-Вильняский район (лит. Naujosios Vilnios rajonas) — административно-территориальная единица в составе Литовской ССР, существовавшая в 1950—1959 годах. Центр — город Новая Вильня.
Ново-Вильняский район был образован в составе Вильнюсской области Литовской ССР 20 июня 1950 года. В его состав вошли 31 сельсовет Вильнюсского уезда и 1 сельсовет, находившийся в подчинении города Вильнюса. Одновременно центр района Новая Вильня получила статус города.
28 мая 1953 года в связи с ликвидацией Вильнюсской области Ново-Вильняский район перешёл в прямое подчинение Литовской ССР.
В 1957 году Новая Вильня была включена в черту города Вильнюса.
7 декабря 1959 года Ново-Вильняский район был упразднён, а его территория в полном составе передана в Вильнюсский район.